# The 12" Collection
The 12" Collection es un álbum compilatorio de la banda de rock británica Queen. Fue publicado en mayo de 1992 a través de Parlophone Records. Contiene varios sencillos de doce pulgadas y remixes. "Bohemian Rhapsody" nunca fue lanzado en un sencillo de doce pulgada, pero las notas del álbum señalan que fue incluido debido a su duración.
"The Show Must Go On" si apareció en un sencillo de doce pulgada, pero no como una versión extendida. Las notas del álbum no menciona por qué fue incluida.

## Lista de canciones
1. "Bohemian Rhapsody" (Mercury) – 5:56
2. "Radio Ga Ga" (Taylor) – 6:52
3. "Machines (or 'Back to Humans')" (May / Taylor) – 5:08
4. "I Want to Break Free" (Deacon) – 7:19
5. "It's a Hard Life" (Mercury) – 5:05
6. "Hammer to Fall" (May) – 5:23
7. "Man on the Prowl" (Mercury) – 6:04
8. "A Kind of Magic" (Taylor) – 6:25
9. "Pain Is So Close to Pleasure" (Mercury / Deacon) – 6:01
10. "Breakthru" (Mercury / Taylor) – 5:44
11. "The Invisible Man" (Taylor) – 5:29
12. "The Show Must Go On" (May) – 4:32

## Créditos
Queen
- Freddie Mercury – voz principal y coros, piano, teclado, sintetizador, sampler
- Brian May – guitarra eléctrica, coros, teclado, programación, sintetizador
- Roger Taylor – batería, coros, sintetizador, teclado, batería electrónica, vocoder
- John Deacon – bajo eléctrico, sintetizador, guitarra acoustica, guitarra rítmica, sampler